# 2-Фенилфенол
2-Фени́лфено́л (ортофенилфенол, 2-оксидифенил, ортогидроксидифенил) — органическое соединение, производное дифенила с химической формулой C12H10O, используется как консервант. Как пищевая добавка входит в Кодекс Алиментариус под кодом E231.

## Физические и химические свойства
Температура плавления 59—60 °C, кипения — 287 °C. Растворим в спирте, эфире, бензоле, ацетоне, хлороформе, петролейном эфире. Не растворим в воде.

## Получение
Получают:
- при производстве фенола как побочный продукт;
- каталитической изомеризацией дифенилового эфира.

## Применение
Используется как антисептик при изготовлении натуральной кожи, как дополнительный реагент при крашении дисперсными красителями, консервант для наружной обработки фруктов.
Разработчики фотоплёнки Kodachrome Л. Маннес и Л. Годовский-младший вместе с Л. С. Вайлдером в 1937 году в патенте US2252718, где описывается исходная рецептура обрабатывающих растворов Kodachrome, предложили использовать 2-фенилфенол в качестве голубой диффундирующей цветообразующей компоненты.

## Токсичность и безопасность
Вещество малотоксично, но является доказанным канцерогеном. LD50 составляет 2980 мг/кг (крысы, перорально), >5000 мг/кг (мыши, наружно).
2-Фенилфенол был одобрен в Европейском союзе в качестве пищевой добавки E231 (или натриевой соли как E232) для консервации цитрусовых с ограничением в 12 мг/кг веса продукта. Объединённый экспертный комитет ФАО/ВОЗ по пищевым добавкам (JECFA), исследуя 2-Фенилфенол не смог установить допустимое суточное потребление в 1962 году.
Европейским союзом были зафиксированы случаи превышения безопасного порога 2-Фенилфенола в 50 раз во фруктах и овощах. В соответствии с Директивой 2003/114/ЕС, 2-Фенилфенол больше не может являться безопасной пищевой добавкой и является запрещённым веществом в продуктах питания в ЕС.
Научный комитет по безопасности потребителей (SCCS) рекомендует максимальную концентрацию 0,2 % 2-Фенилфенола в косметике и считает это количество безопасным для здоровья.